# Miomantis menelikii
Miomantis menelikii är en bönsyrseart som beskrevs av Bormans 1881. Miomantis menelikii ingår i släktet Miomantis och familjen Mantidae. Inga underarter finns listade i Catalogue of Life.